# 扎尔迈·拉苏尔
扎尔迈·拉苏尔（普什圖語：‎，1943年5月11日—）阿富汗政治家，2010年1月至2013年10月任阿富汗外交部长。他从2001年临时政府组建起就开始陪同哈米德·卡尔扎伊总统进行官方访问，2013年辞去外长职务参加2014年阿富汗总统选举。

## 生平
拉苏尔出生于喀布尔，母亲是埃米尔哈比布拉汗（Habibullah Khan）之女。1909-1929年在位的阿富汗国王阿曼努拉汗是他的舅舅。他就读于喀布尔独立高中（Lycée Esteqlal），并作为该校的致告别辞的毕业生代表。后到法国成为奖学金留学生，在巴黎学院学医，1973年获得医学士（M.D.）学位。在欧洲和美国发表过30篇医学报告，并成为美国肾脏学学社成员。
1998年起，拉苏尔致力于政治生涯，担任前国王穆罕默德·查希尔·沙阿的秘书处主任。此后他多此陪同哈米德·卡尔扎伊出访国外，2002年3月被任命为民航部（现交通和民航部）部长。2010年担任外长部长，2013年10月辞去外长职务参加总统选举。他的竞选搭档是艾哈迈德·齐亚·马苏德（Ahmad Zia Massoud）。
拉苏尔未婚，没有孩子。

## 2014年阿富汗总统选举
2013年10月5日，拉蘇爾辞去外交部長职务，并于10月6日正式提出提名，参加2014总统选举。 他的竞选伙伴是艾哈迈德·齐亚·马苏德。